# بلانا كايز
بلانا كايز هي مجموعه من جزيرتين صغيرتين غير مأهولتين في جزر البهاما الجنوبية، وتقع شرق جزيرة أكلينز وغرب جزيرة ماياغوانا.

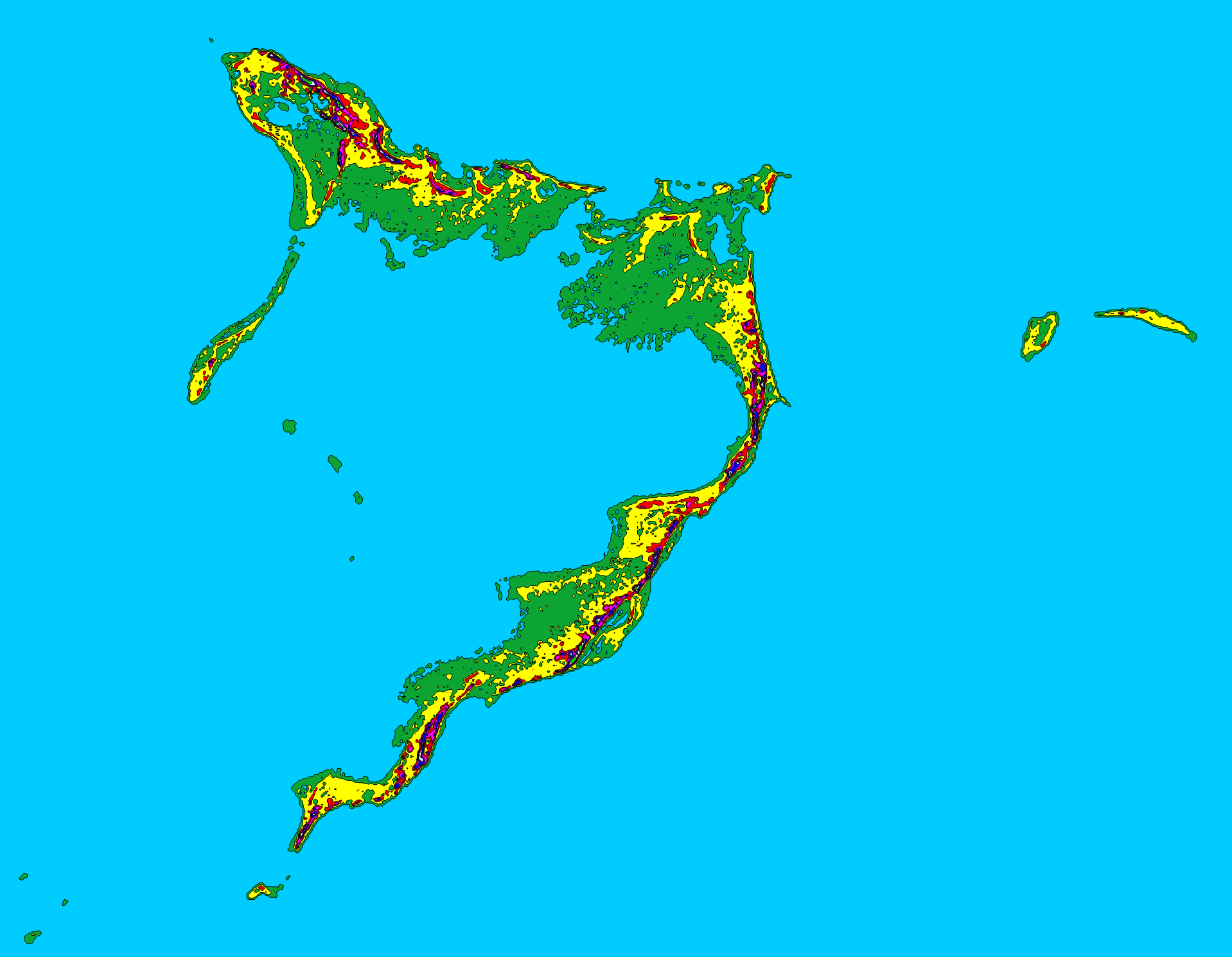
خريطة طبوغرافية لجزيرة أكلينز وجزيرة كروكد, مع بلانا كايز في الشرق (علي اليمين)

## نبذة
كان الخليج الشرقي هو آخر موطن طبيعي لهوتيا جزر البهاما، وهو نوع من القوارض بحجم الأرانب، وكان يعتقد انها انقرضت حتى عام 1966، عندما تم العثور علي مجموعه سكانية في بلانا كايز من قبل عالم الأحياء Garrett Clough (جاريت كلوف). تم نقل هوتياس منذ ذلك الحين من بلانا كايز إلى أجزاء أخرى من جزر البهاما.
تم اقتراح لبلانا كايز كأول هبوط لكريستوفر كولومبوس في العالم الجديد.